# Philipp von Jolly

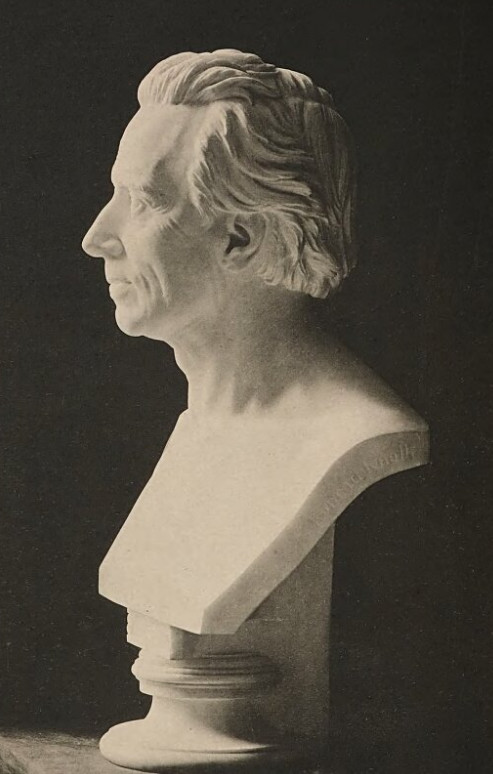
Philipp von Jolly, Marmorbüste von Konrad Knoll

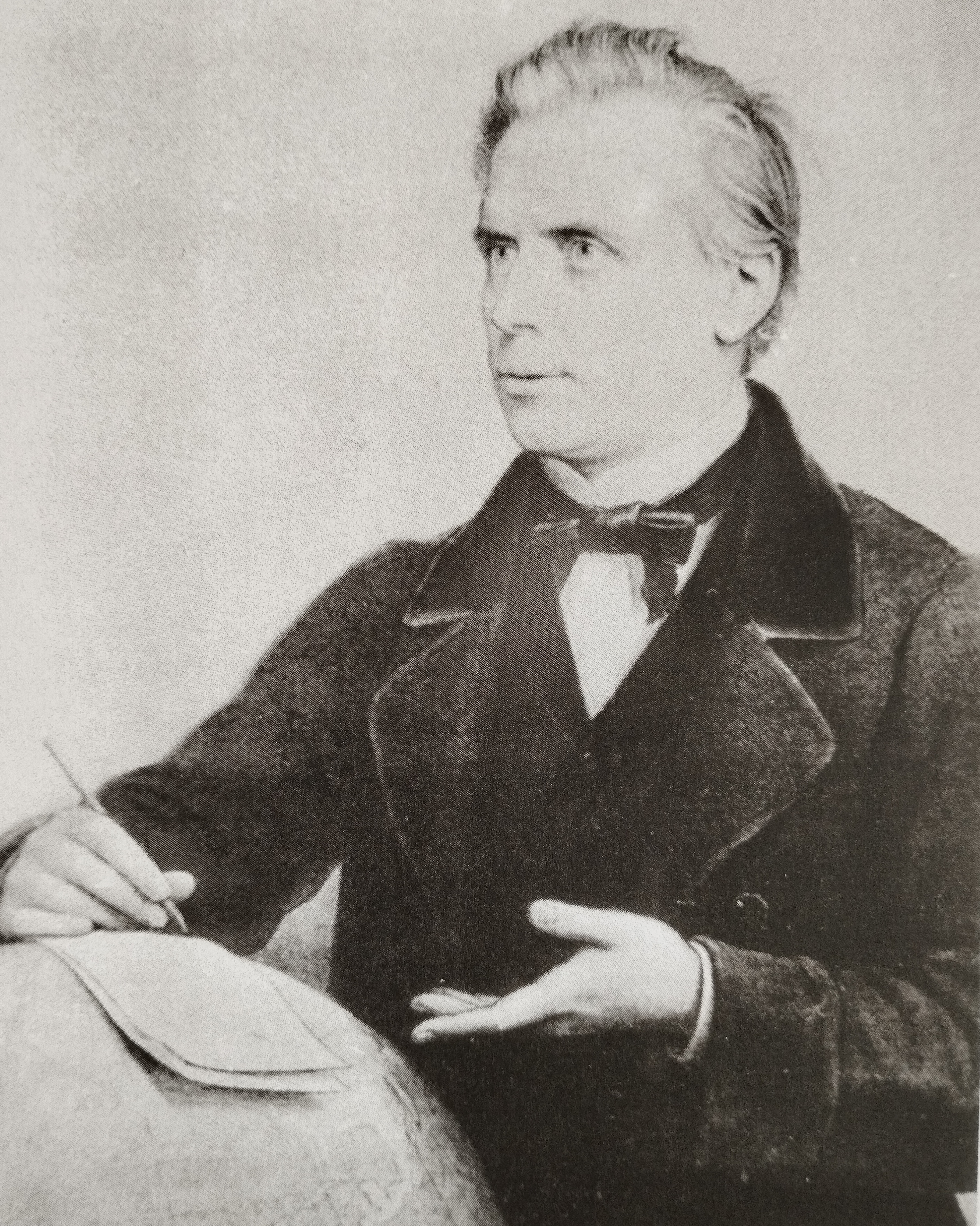
Philipp von Jolly, Zeichnung von Wilhelm von Kaulbach

Johann Philipp Gustav von Jolly (* 26. September 1809 in Mannheim; † 24. Dezember 1884 in München) war ein deutscher Physiker und Mathematiker.

## Leben
Er wurde im Jahre 1809 als Sohn von Ludwig Jolly, Kaufmann und 1836–1849 Bürgermeister von Mannheim, und Marie Eleonore Jolly, geborene Alt (1786–1859), geboren. Sein Bruder war Julius August Isaak Jolly, Professor für Jura in Heidelberg und ab 1861 badischer Politiker.
Er studierte Mathematik, Physik und Technik 1829–1831 in Heidelberg und 1832–1833 in Wien, zum Schluss in Berlin. Im Herbst 1830 beantwortete er die Preisfrage der philosophischen Fakultät mit seinem Aufsatz de Euleri meritis de functionibus circularibus (vgl. unten).
In Heidelberg wurde er 1830 Mitglied des Corps Hassia. Er ergänzte den Lehrstoff durch Selbststudium. Da keine der von ihm besuchten Universitäten den Studenten eine Möglichkeit bot, Experimentalpraxis zu erwerben, volontierte er bei Mechanikern und Glasbläsern und erwarb sich handwerkliche Fähigkeiten. Nach dem Studium arbeitete er etwa ein Jahr bei Heinrich Gustav Magnus in Berlin, der in seiner Wohnung gerade ein erstes physikalisches Unterrichtslaboratorium einrichtete. Dort entschloss er sich zur akademischen Laufbahn. Nach der Promotion in Heidelberg (1834) und direkt anschließender Habilitation für Mathematik, Physik und Technologie wurde er dort 1839 außerordentlicher Professor für Mathematik und 1846 ordentlicher Professor für Physik.
Da in Heidelberg kein Physiklaboratorium vorhanden war, erhielt er zwei Zimmer der Wohnung seines Amtsvorgängers Munke für die Einrichtung eines Laboratoriums zur Verfügung gestellt und konnte dort 1847–1854 jeweils eine kleine Zahl von Studenten experimentalpraktisch ausbilden.
1854 wechselte er als Nachfolger von Georg Simon Ohm nach München, wo er an der Reorganisation der bayerischen technischen Lehranstalten beteiligt war.
Jolly (ab 1854: von Jolly; Bayerischer Personenadel) ist vor allem als Experimentalphysiker (unter anderem durch Messung des Ortsfaktors mit Hilfe von Präzisionswaagen, siehe auch Jollysche Federwaage) und als Instrumentenbauer bekannt geworden. Aus seinem Praktikumsunterricht gingen maßgebliche Apparate hervor, neben der Federwaage das Luftthermometer, das Kupfereudiometer und die Quecksilberluftpumpe. Er bestimmte das spezifische Gewicht des flüssigen Ammoniaks, studierte die Ausdehnung des Wassers durch die Wärme, berechnete Ausdehnungskoeffizienten des Sauerstoffs und anderer Gase. Die Ausbildung, die er in der Jugend als Mechaniker erhalten hatte, war ihm für die Konstruktion seiner Versuchsgeräte hilfreich. Die Federwaage vervollkommnete er in mehrjährigen Experimenten zu solcher Feinheit, dass ihre Genauigkeit 0,001 mg pro gewogenem Kilogramm betrug. Auf diese Weise konnte er sehr genau spezifische Gewichte bestimmen. Ein weiteres Arbeitsgebiet war die Osmose.
Unter seinen Studenten in München war Max Planck, dem Jolly 1874 allerdings von einem Studium der Physik abriet, nicht jedoch aufgrund fehlender Begabung Plancks, sondern aufgrund der Annahme, dass die theoretische Physik keine weitreichenden Perspektiven mehr biete.
Als bayerischer Bevollmächtigter war er in der Bundesversammlung 1861 in Frankfurt/Main an der Einführung des Metersystems im Deutschen Bund beteiligt. In Briefen, die er aus Frankfurt an seine Frau schrieb, beklagte er den langsamen Fortgang der Verhandlungen. Er brachte sich selbst als Protokollführer der 25 Sitzungen ein und nutzte sein Amt, um die Beratungen zu beschleunigen. 1872 nahm er als Delegierter der Münchner Königlichen Akademie der Wissenschaften an Verhandlungen der Commission Internationale du Métre in Paris teil, die 1875 zur internationalen Meterkonvention führte. 1872 war er Mitglied der deutschen Centralkommission für die Wiener Weltausstellung.

## Anwendung der Waage auf Probleme der Gravitation

Höhenabhängigkeit der Schwerkraft

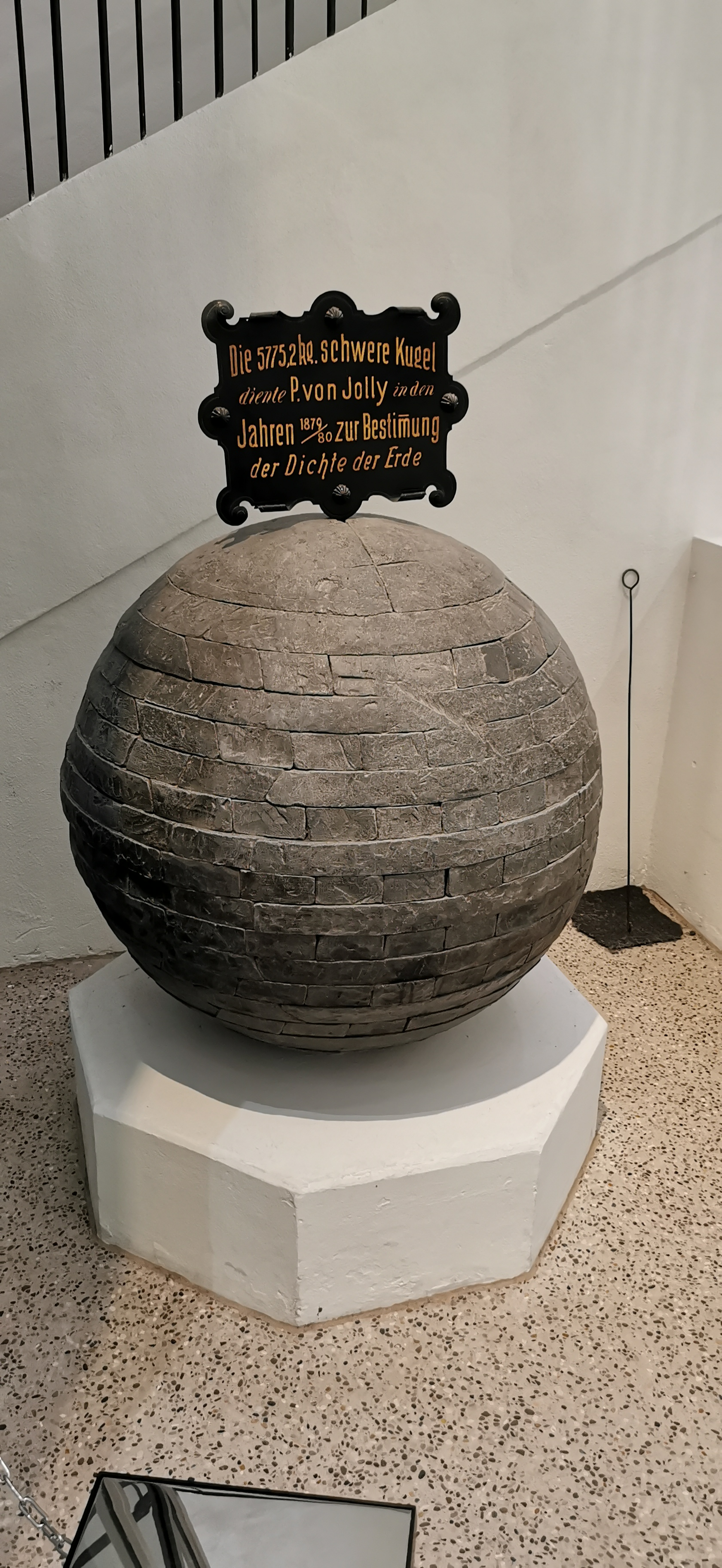
Die Bleikugel Jollys im Deutschen Museum in München

Wägung der Erde, 1881

Jolly hatte eine sehr präzise Balkenwaage entwickelt, die beim Vergleich zweier Massen im Kilogrammbereich eine Präzision von ± 0,05 mg erreichte; letztere ließ sich durch Mehrfachmessungen auf ± 0,01 mg verbessern.
Von der Universität München hatte er einen Turm mit 25 Meter Höhe zur Verfügung gestellt bekommen. In dessen Treppenhaus montierte er oben seine Balkenwaage und befestigte an jedem Ende des Balkens einen Metalldraht mit je zwei Waagschalen, die einen vertikalen Abstand von 21 Meter aufwiesen. Mit dieser Waage führte er die folgenden beiden in der Fachliteratur rezipierten Versuche durch.

### Abhängigkeit der Erdanziehung von der Höhe
Zunächst legte er eine Kugel mit 5 kg Quecksilber in die rechte obere Waagschale und balancierte die Waage mit einem entsprechenden Gewicht links oben aus. Anschließend beförderte er das Quecksilber zur unteren Waagschale und musste nun oben links 31,686 mg hinzufügen, um die Waage im Gleichgewicht zu halten. Dies entspricht in etwa dem nach dem Gravitationsgesetz zu erwartendem Wert (32,98 mg bei dem von Jolly angenommenen Abstand R = 6366,8 km zum Erdmittelpunkt, was etwa einer Höhe von 500 m über dem Meeresspiegel entspricht).

### Wägung der Erde
Die wesentliche Leistung wird durch eine dritte Messung erbracht. Jolly beließ das Quecksilber in der Waagschale unten rechts, stellte aber darunter (Abstand der Kugelmittelpunkte 56,816 cm) eine Bleikugel (vgl. nachstehende Fotografie) mit einer Masse von 5775,2 kg. Diese übte eine zusätzliche Anziehungskraft auf das Quecksilber aus, die durch weitere 0,589 mg auf der Waagschale oben links kompensiert werden musste.

„Diese Methode aber wandte dann Jolly (1881) zur Lösung zweier viel wichtigerer Fragen an, welche miteinander zusammenhängen, nämlich erstens zur Bestimmung des Gewichtes der ganzen Erde und ihrer Dichtigkeit und zweitens zur Bestimmung der Kraft in Dynen, mit welcher zwei Massen von je 1 Gramm in der Entfernung von 1 Zentimeter sich anziehen, der sogenannten allgemeinen Gravitationskonstante.“

Die Bleikugel übt eine zusätzliche Gravitationskraft aus, die dem Gewicht einer Masse von 0,589 mg entspricht. Hieraus erhält man unmittelbar den Wert der Gravitationskonstante. Mit Kenntnis dieser Konstante lässt sich nach Newton aus der Gewichtskraft und der Masse der Quecksilberkugel sowie dem Abstand zum Erdmittelpunkt auf die damals nur grob bekannte Masse der Erdkugel schließen und schließlich durch Division durch das Volumen der Erdkugel die mittlere Dichte unseres blauen Planeten ermitteln. Der so gewonnene Wert der Masse der Erde beträgt nach Graetz rund {\displaystyle 6\cdot 10^{24}{\rm {kg}}}, woraus sich eine mittlere Dichte von rund 5,5 Gramm pro Kubikzentimeter ergibt. Unter anderem erbrachte der Versuch die Erkenntnis, dass die Dichte im Erdinneren deutlich höher ist als in der Erdkruste (die Dichte von Granit beträgt nur etwa 2,8 Gramm pro Kubikzentimeter).

## Familie
Philipp Jolly heiratete am 1. Oktober 1839 Luisa Wüstenfeld (* 29. Juni 1821 in Heidelberg, † 24. Januar 1874 in München), Tochter des Dr. jur. Johann Friedrich Wüstenfeld (1791–1833). Sie verstarb an der in dieser Zeit dort grassierenden Cholera. Aus der Ehe gingen fünf Söhne und eine Tochter hervor. Bekannt wurden:
- Ludwig von Jolly (1843–1905), Professor für Verwaltungsrecht in Tübingen
- Friedrich Jolly (1844–1904). Professor für Psychiatrie in Straßburg
- Julius Jolly (1849–1932), Professor für Sanskrit und Vergleichende Sprachwissenschaft in Würzburg[1].

## Grabstätte

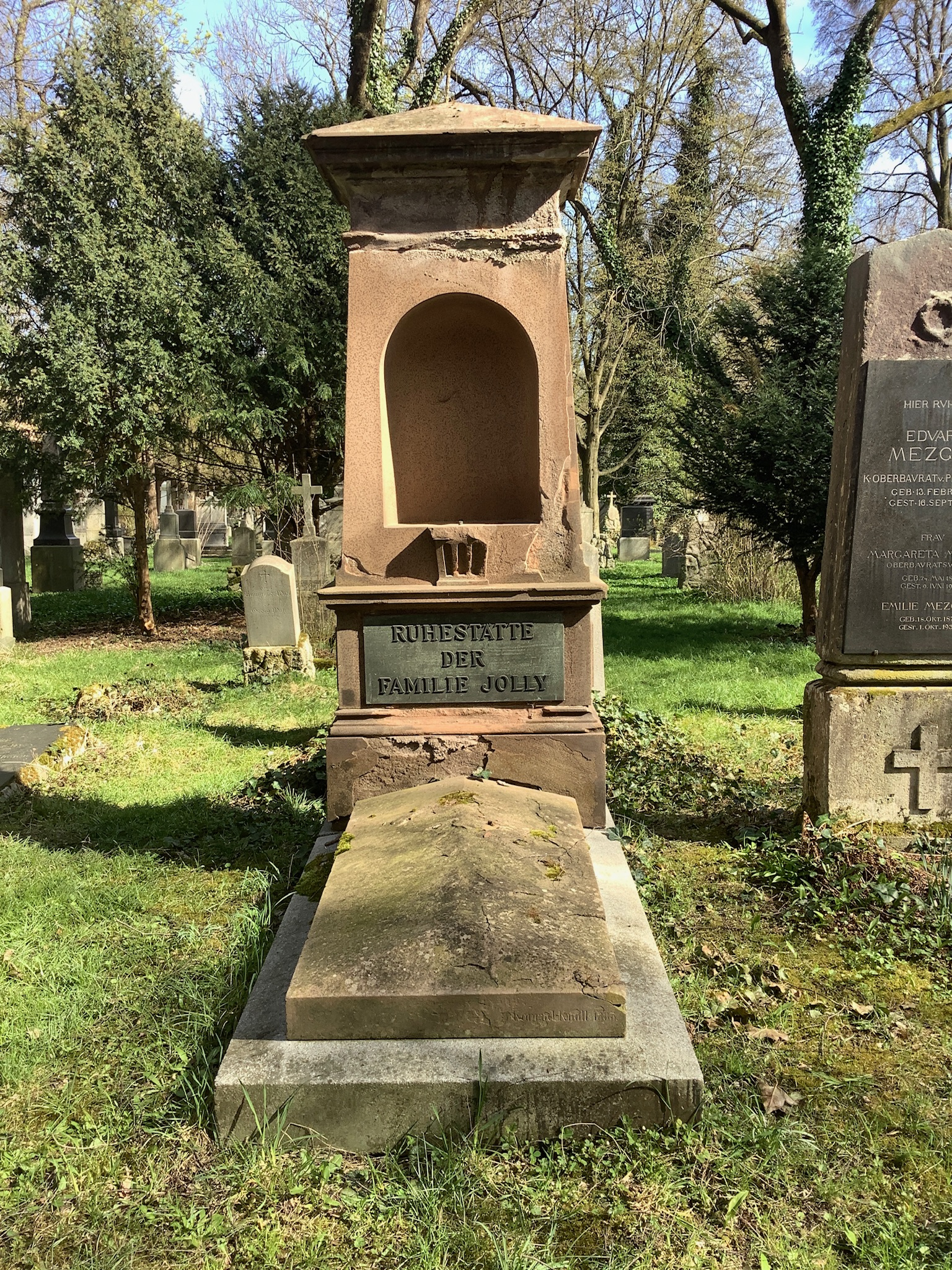
Grab von Philipp Jolly auf dem Alten Südlichen Friedhof in München

Philipp Jolly starb 1884 im Alter von 75 Jahren in München. Die Grabstätte von Philipp Jolly befindet sich auf dem Alten Südlichen Friedhof in München (Gräberfeld 30 – Reihe 13 – Platz 11) Standort.

## Namensgeber für Straße
Nach Philipp Jolly wurde 1910 in München im Stadtteil Harlaching (Stadtbezirk 18 – Untergiesing – Harlaching; Lage) die Jollystraße benannt.

## Schriften
- De Euleri meritis de functionibus circularibus. 1834, S. VI+32 (e-rara.ch).
- Specimen primum ad doctrinam de machinarum effectu pertinens, pro munere professoris extraord. in fac. phil. etc. Rupertu-Carolae rite susipiendo scr. Habilitationsschrift, Heidelberg 1841.
- Anleitung zur Differential- und Integralrechnung. Winter, Heidelberg 1846. (Digitalisat)
- Die Principien der Mechanik, gemeinfasslich dargestellt. Franckh, Stuttgart 1852. (Digitalisat)
- Experimentaluntersuchungen über Endosmose. 1849, Poggendorff’s Annalen Band 78.
- Über die Physik der Molekularkräfte. Rede in der öffentlichen Sitzung der Akademie der Wissenschaften am 28. März 1857, München.
- Über die Wärmequellen der Erde. 1850, Sammlung der Vorträge im Liebig’schen Hörsaal. (Digitalisat)
- Über das specifische Gewicht des flüssigen Ammoniaks. vorgetragen in der Sitzung der naturwissenschaftlichen Klasse der Akademie der Wissenschaften zu München am 10. November 1860.
- Ein neuer Bathometer und graphischer Thermometer angewendet zu Tiefenmessungen und Temperaturbestimmungen im Königssee, Walchensee und Starnberger See. 1862, Sitzungsber. d. Akademie der Wissenschaften.
- Ausdehnung des Wassers zwischen 30° und 100°. 1864, Sitzungsbericht der Akademie der Wissenschaften. Digitalisat Univ. Heidelberg
- Eine Federwaage zu exakten Messungen. 1864, Sitzungsbericht der Akademie der Wissenschaften. Digitalisat Univ. Heidelberg
- Jahresberichte der Münchner geographischen Gesellschaft: Über die Farbe der Meere. 1871; Über die Beschaffenheit des Meeresbodens nach den Ergebnissen der Kabellegung. 1871; Über die Arbeit der Flüsse und die Veränderung der Flussbette. 1872; Bericht über die neueren geographischen Expeditionen und die Fortschritte der Physik der Erde. 1874.
- Über die Ausdehnungscoefficienten einiger Gase und über Luftthermometer. 1873, Poggendorff’s Annalen, Jubelband.
- Die Anwendung der Waage auf Probleme der Gravitation. In: Annalen der Physik, Bd. 241 (1878), S. 112–134. Digitalisat Univ. Heidelberg
- Die Anwendung der Waage auf Probleme der Gravitation. Zweite Abhandlung. In:  Annalen der Physik, Bd. 250 (1881), S. 331–355. Digitalisat Univ. Heidelberg
- Die Veränderlichkeit in der Zusammensetzung der atmosphärischen Luft. und Die Anwendung der Waage auf Probleme der Gravitation. In: Abhandlungen der Bayerischen Akademie der Wissenschaften. München. Math.-Physikal. Kl. 13 (1880) und Kl.14 (1883)